# Andrea di Niccolò
Andrea di Niccolò di Giacomo (* um 1440 in Siena; † nach 1514 ebenda) war ein italienischer Maler.

## Biographie
Andrea di Niccolo wurde um 1440 in Siena geboren. Das Künstlerhandwerk erlernte er bei Matteo di Giovanni. Zusammen mit Giovanni di Paolo wirkte er am Ospedale della Scala in Siena.
1502 schuf er das Große Altarbild, welches den gekreuzigten Christus und weitere Heilige zeigt. Seine Schaffenszeit ist bis 1514 nachweisbar.

## Werke (Auswahl)

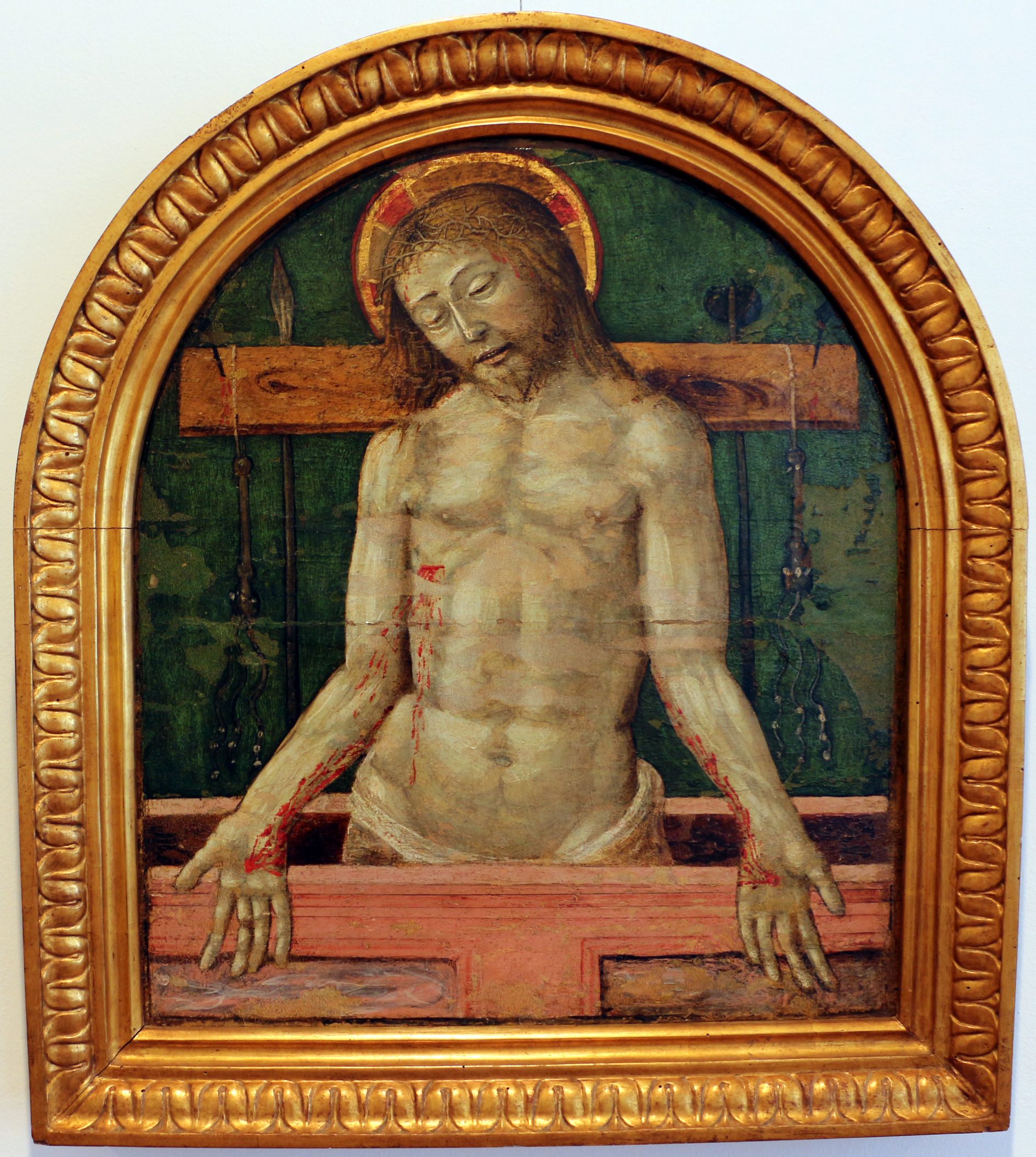
Pieta, um 1490
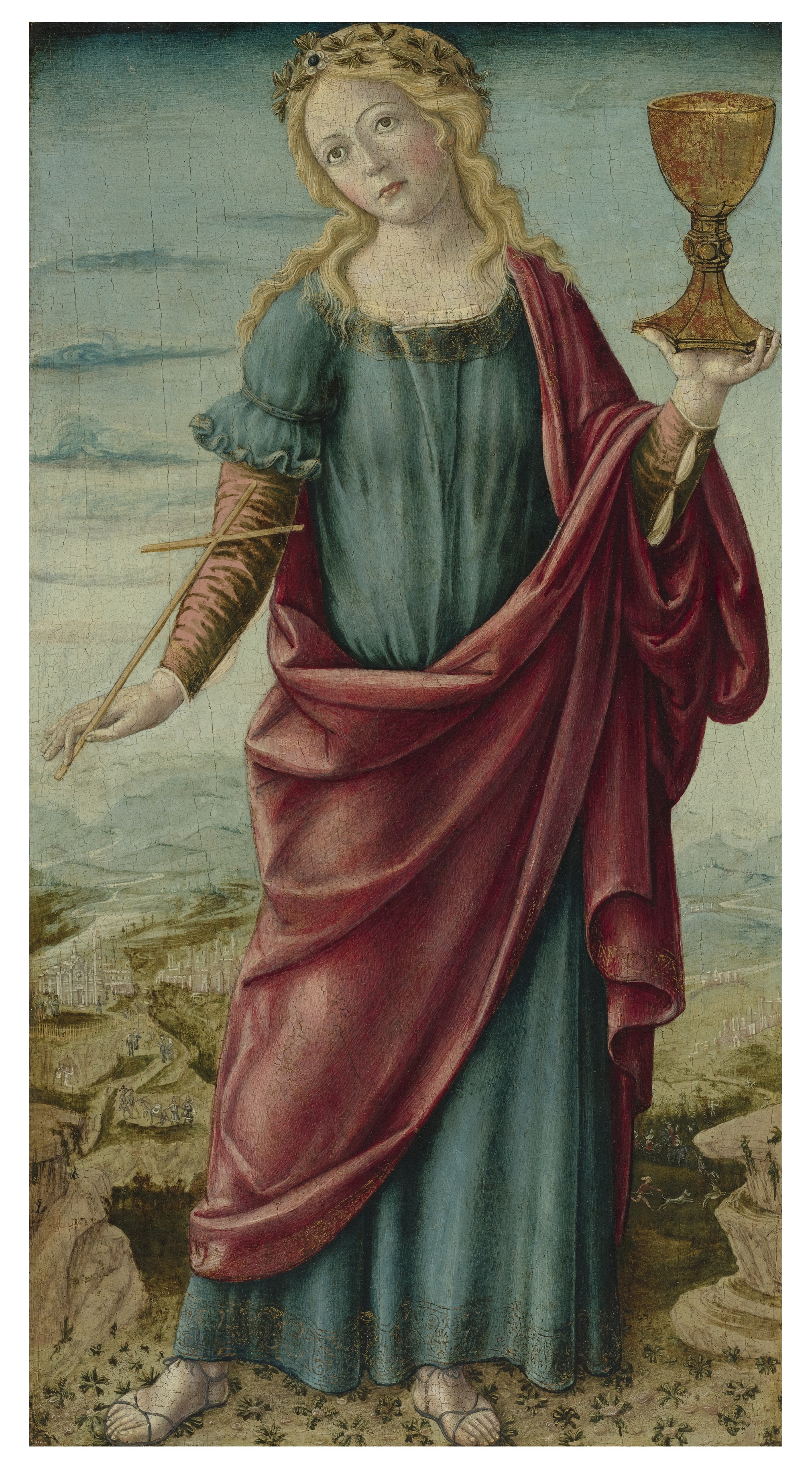
Faith, 1495–1500
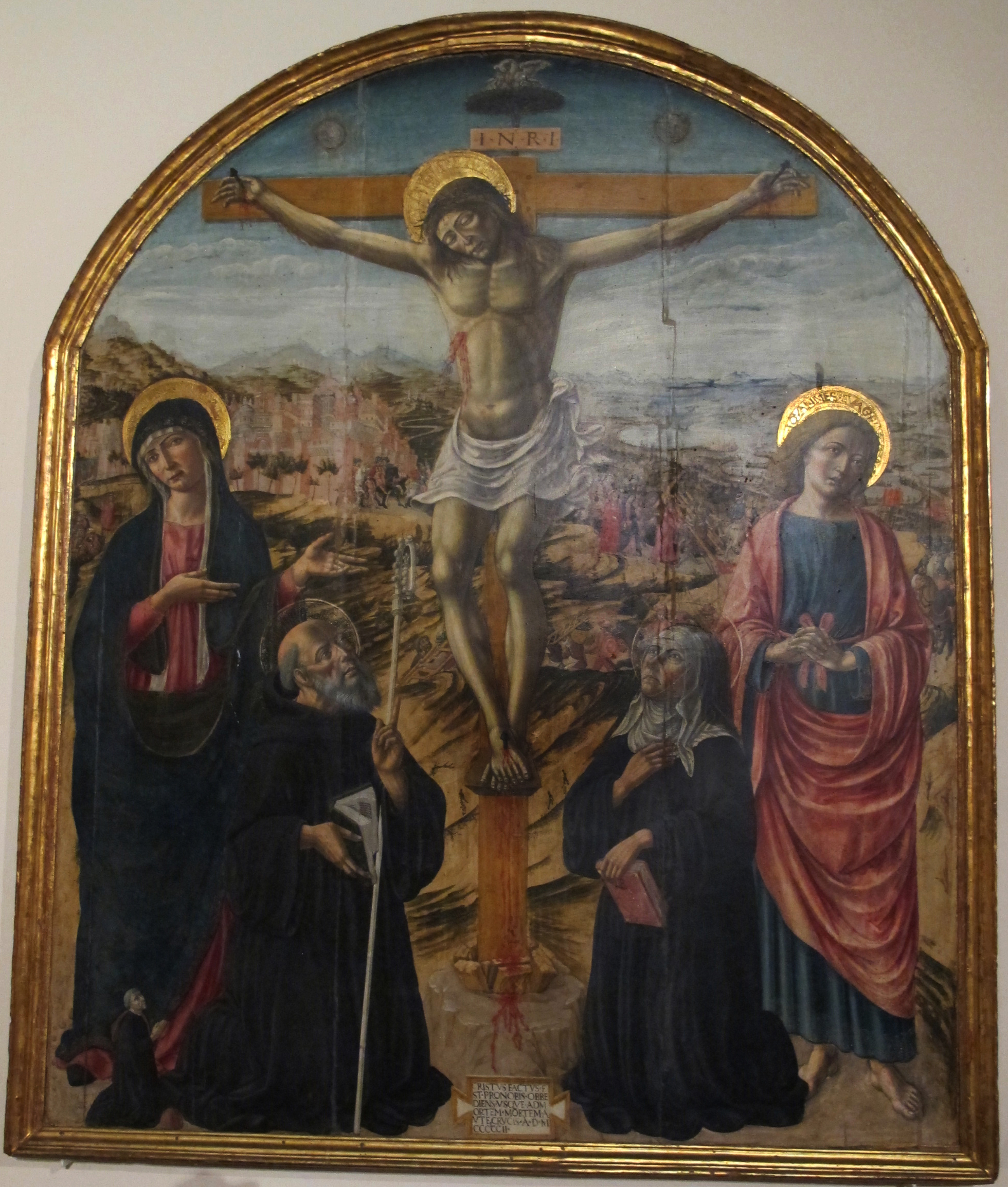
Großes Altarbild, 1502
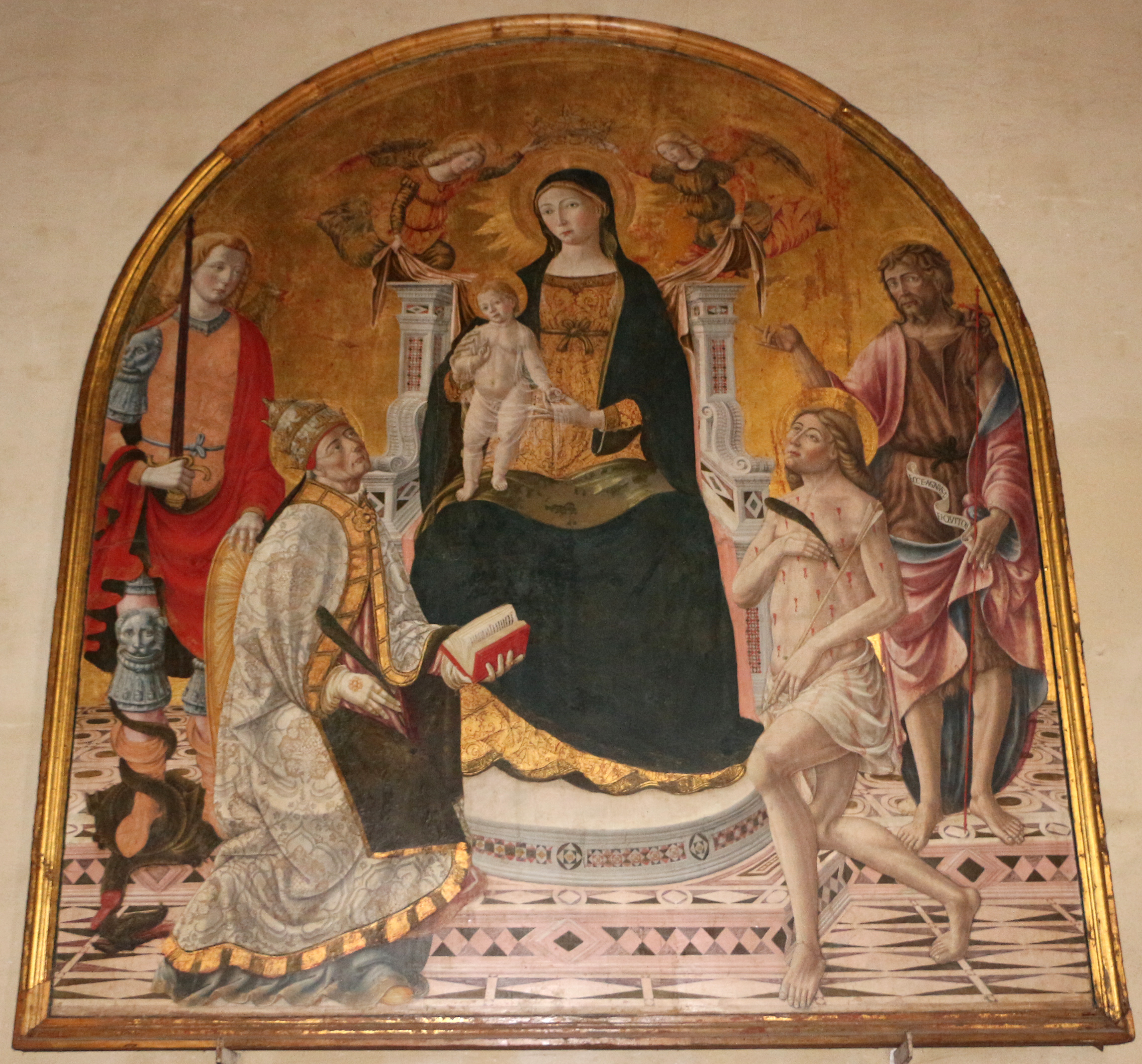
Maria mit Jesus und Heiligen
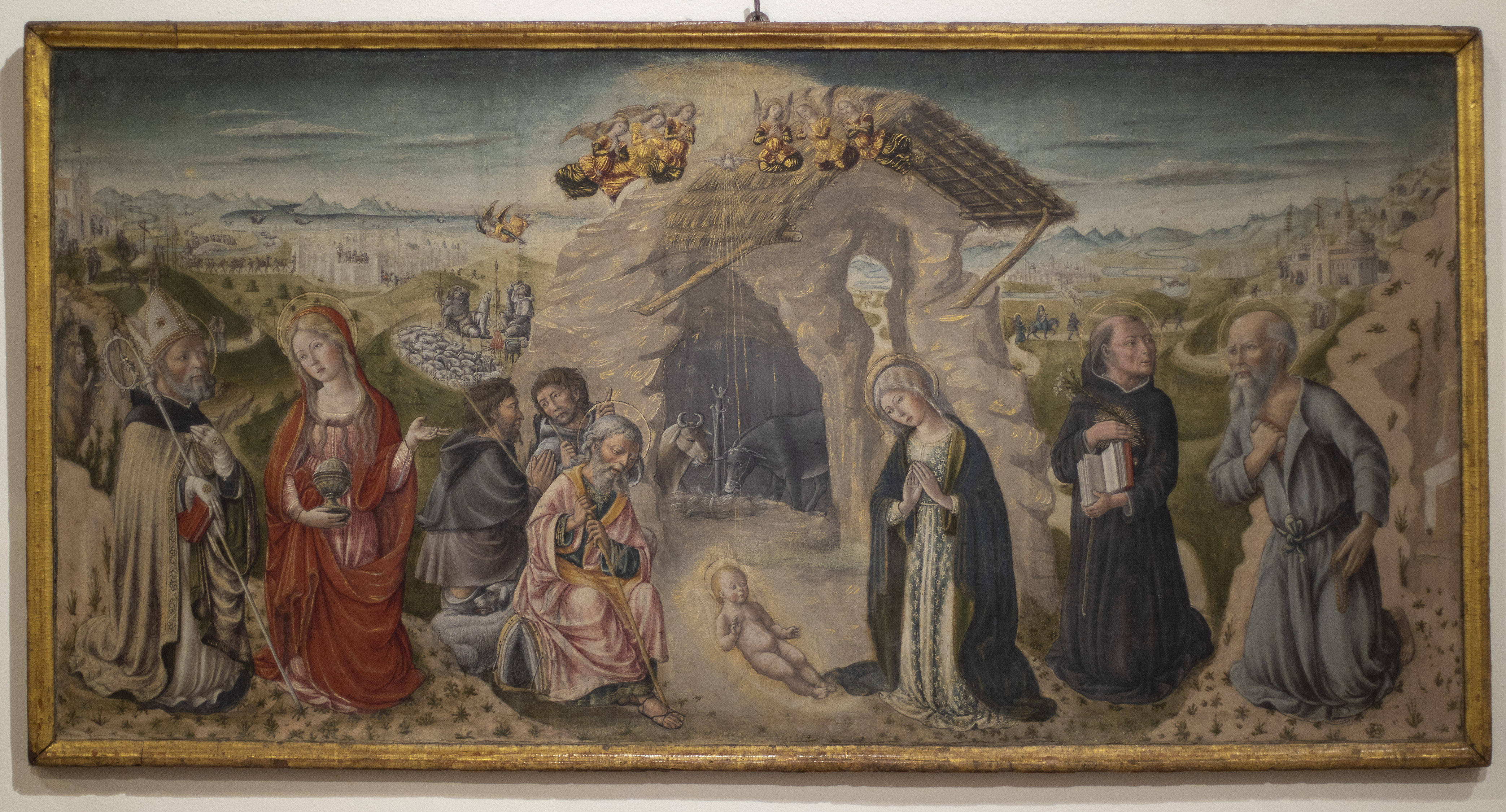
Anbetung

Andrea Di Niccolòs Werke sind unter anderem in der Pinacoteca Nazionale di Siena ausgestellt.